# Funäsdalen
Funäsdalen (lap. Bïenjedaelie) – szwedzka osada nie posiadająca praw miejskich położona w zachodniej części regionu Jämtland, w gminie Härjedalen. Leży u stóp szwedzkiej części Gór Skandynawskich, w pobliżu granicy z Norwegią, w dolinie rzeki Ljusnan. Według ostatniego spisu mieszkańców mieszka tam 798 osób. Znajduje się tu ośrodek narciarski Funäsdalsfjällen. Oferuje on 126 tras obsługiwanych przez 35 wyciągów. W przeszłości rozgrywano tutaj zawody Pucharu Świata w biegach narciarskich oraz Pucharu Świata w narciarstwie alpejskim.

## Galeria

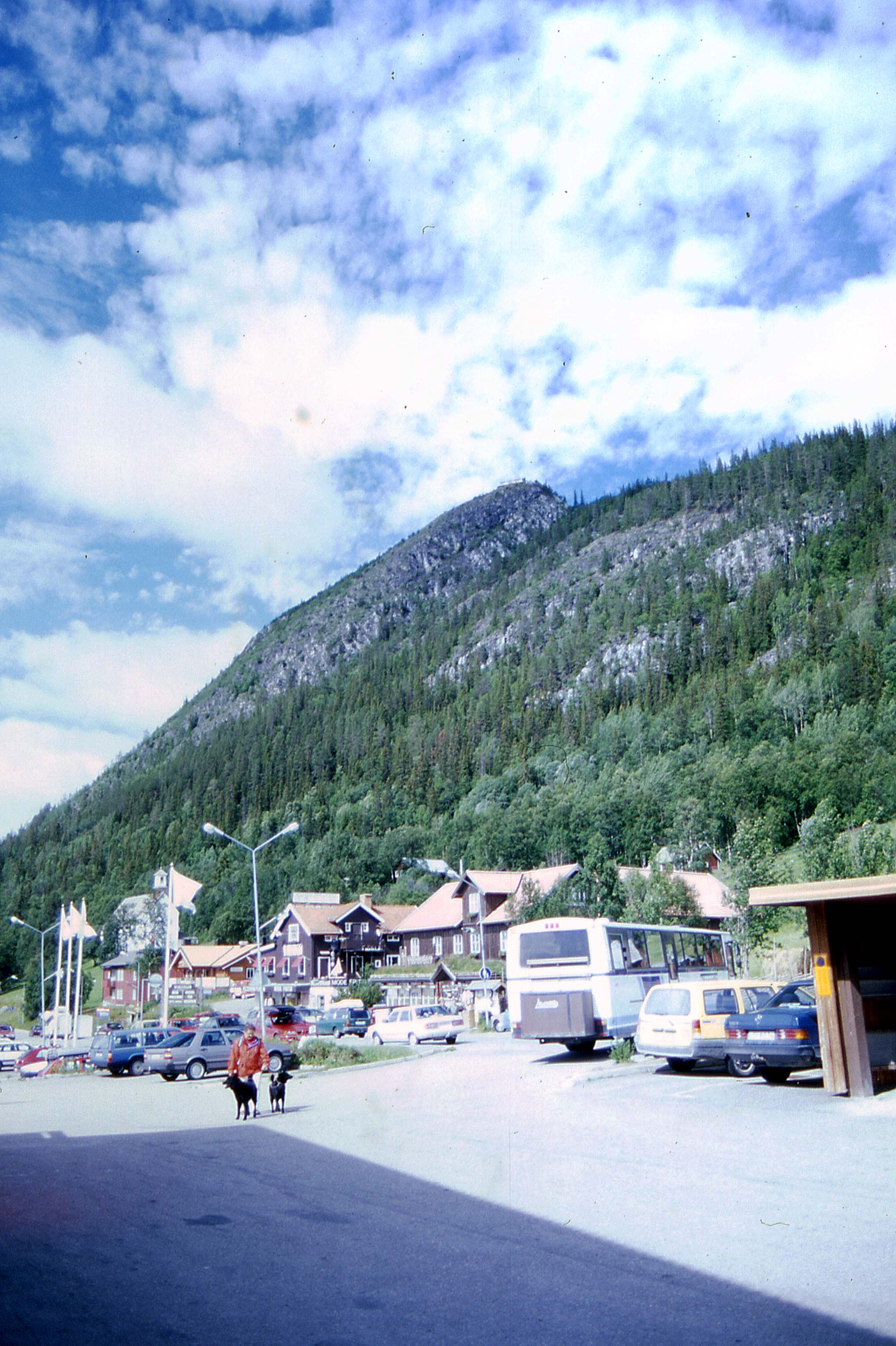
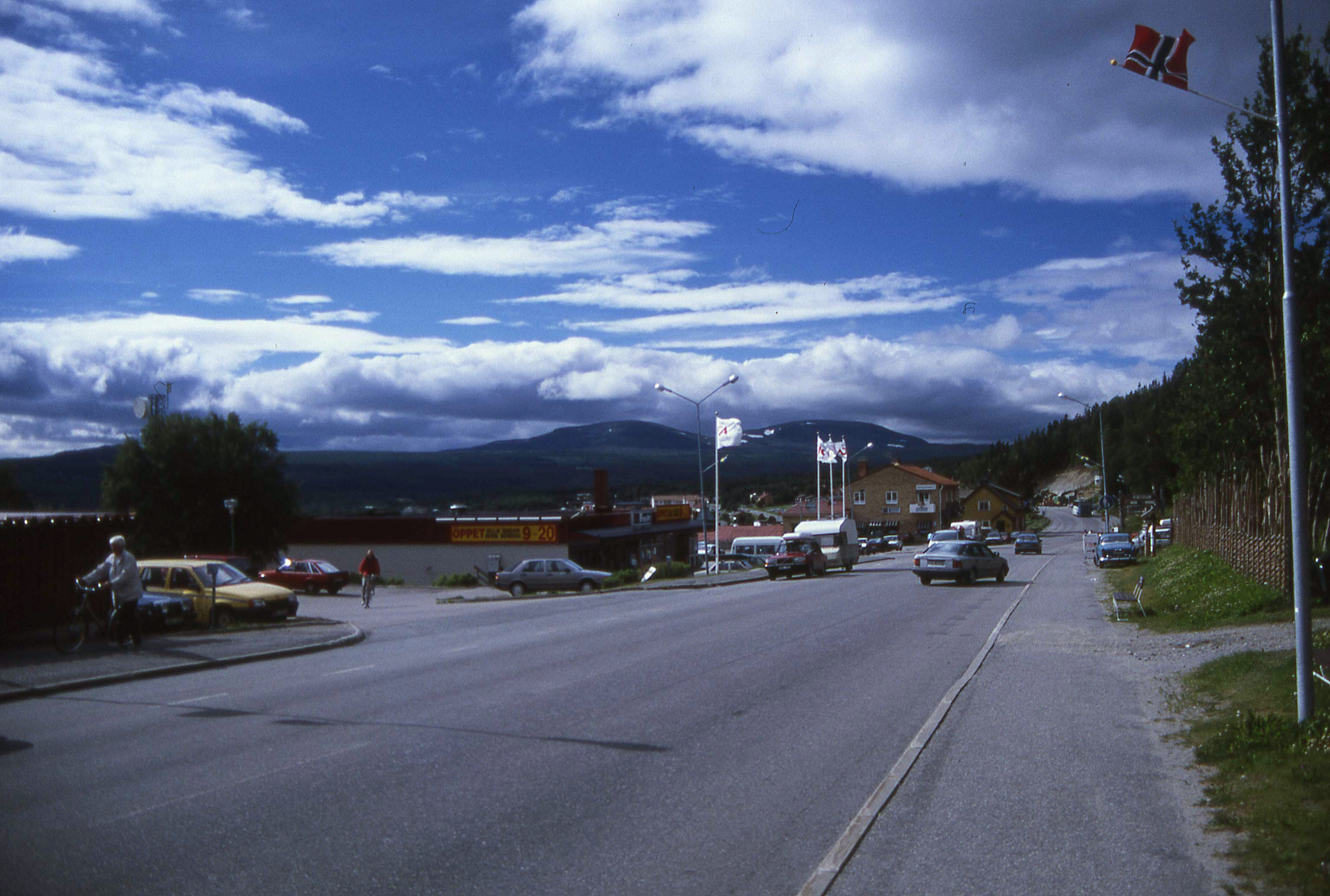
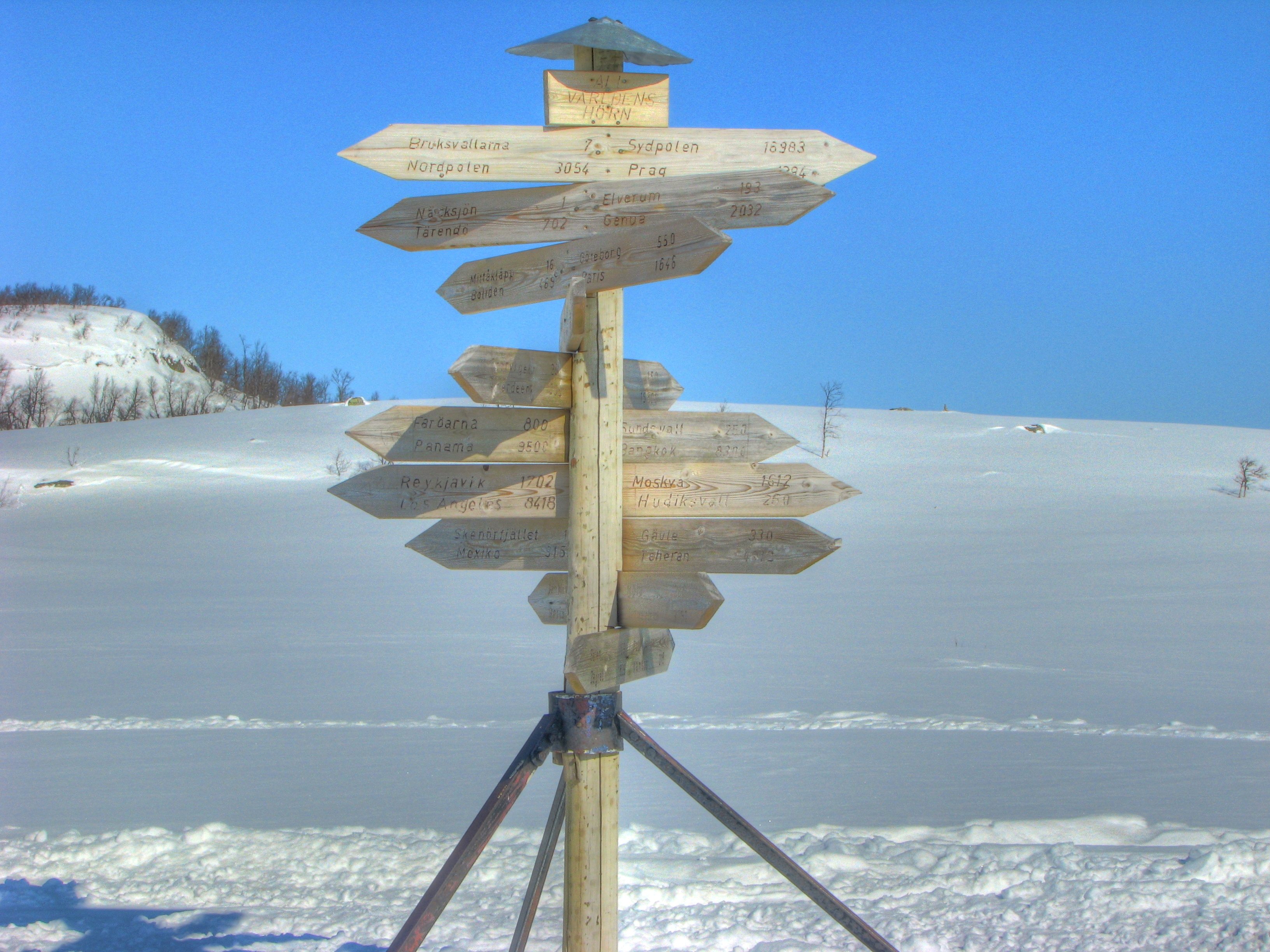